# Huile d'olive
Pour les articles homonymes, voir Huile et Olive (homonymie).
L’huile d'olive est une variété d'huile alimentaire, à base de matière grasse 
végétale extraite des olives (fruits d'oliviers cultivés en oliveraie d'oléiculture) lors de la trituration dans un moulin à huile. Elle est un des fondements de la cuisine méditerranéenne (et du paradoxe français) et peut être, sous certaines conditions, bénéfique pour la santé.

## Histoire

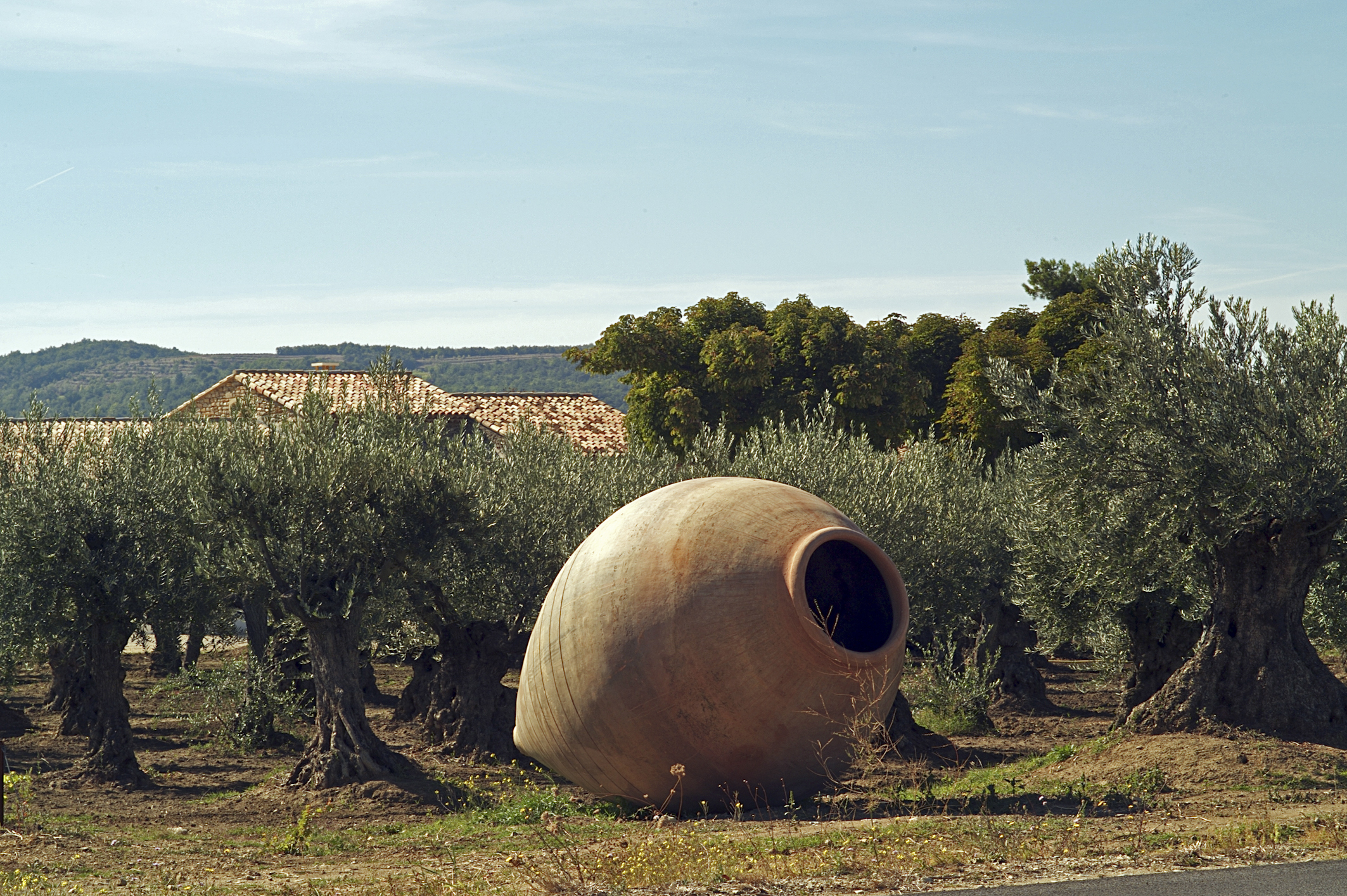
Oliveraie et amphore antique dans la Drôme en Provence.

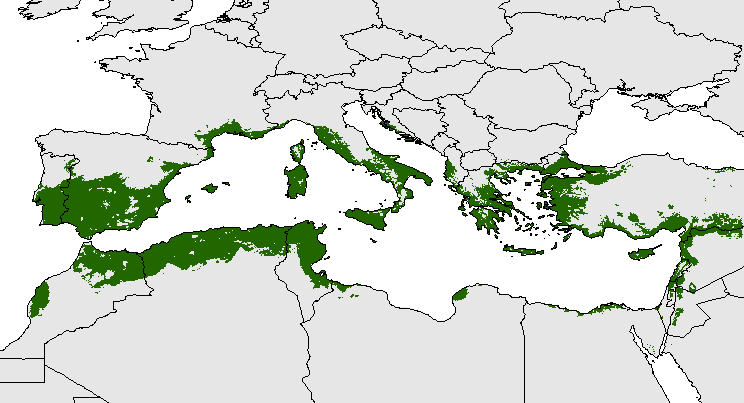
Répartition de l'oléiculture d'oliveraies du bassin méditerranéen.

La consommation alimentaire d'olives sauvages date de la période préhistorique des chasseurs-cueilleurs du Néolithique. L'oléiculture (culture d'oliviers, d'oliveraie, et fabrication d'huile d'olive avec des moulins à huile) remonte à la période de l'invention de l'agriculture et de la culture de la vigne et du vin, il y a environ 8 000 ans, dans la région du croissant fertile du Levant au Proche-Orient et en Mésopotamie. L'huile d'olive est alors utilisée pour l'alimentation, la conservation des aliments, la cosmétique, la médecine, les lampes à huile... Son commerce prend son essor avec le commerce maritime en amphore (surnommée l'or vert de la Méditerranée), vers tout le bassin méditerranéen (histoire du bassin méditerranéen) avec les civilisations antiques phénicienne, grecque, puis romaine (qui améliore et développe l'oléiculture dans tout l'Empire romain du bassin méditerranéen (mare nostrum). L'huile d'olive est mentionnée dans toutes les religions méditerranéennes : mythologies de l'Antiquité (mésopotamienne, égyptienne, grecque, celtique, romaine...) et religion abrahamique (Torah, Évangile, Coran). Des résidus d'huile d'olive ont été retrouvés dans une bouteille de verre, près de Naples, datant de plus de deux millénaires, constituant la trace physique la plus ancienne. Durant la Renaissance du XVe siècle l'Italie devient le plus important producteur réputé d'huile d'olive du monde, avant d’être cultivée à ce jour par l'ensemble des pays du bassin méditerranéen en tant qu'un des fondements de la cuisine méditerranéenne. L’olivier est un emblème des civilisations méditerranéennes, et symbolise la vie, l'éternité, la force, et la paix.

## Composition

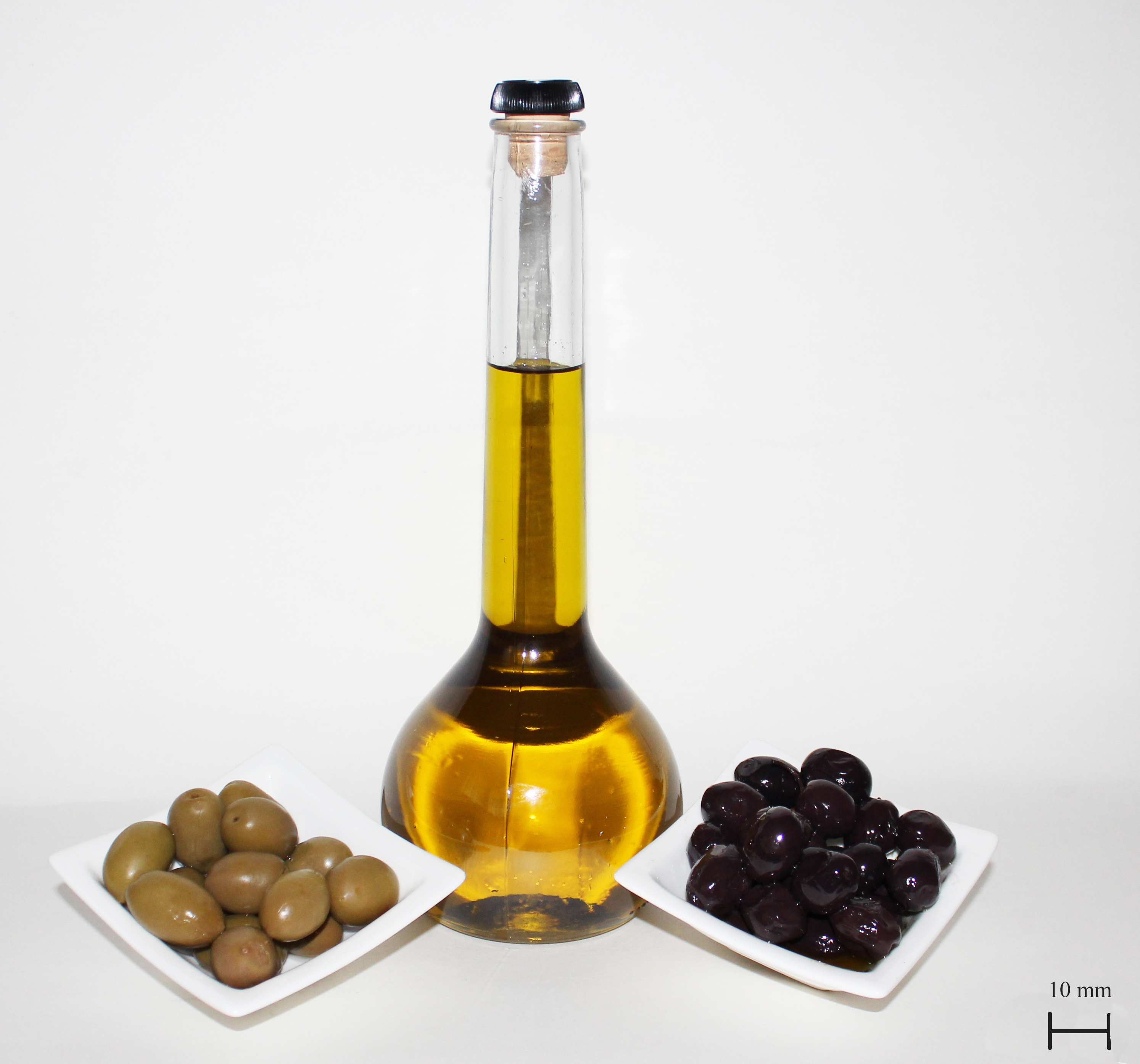

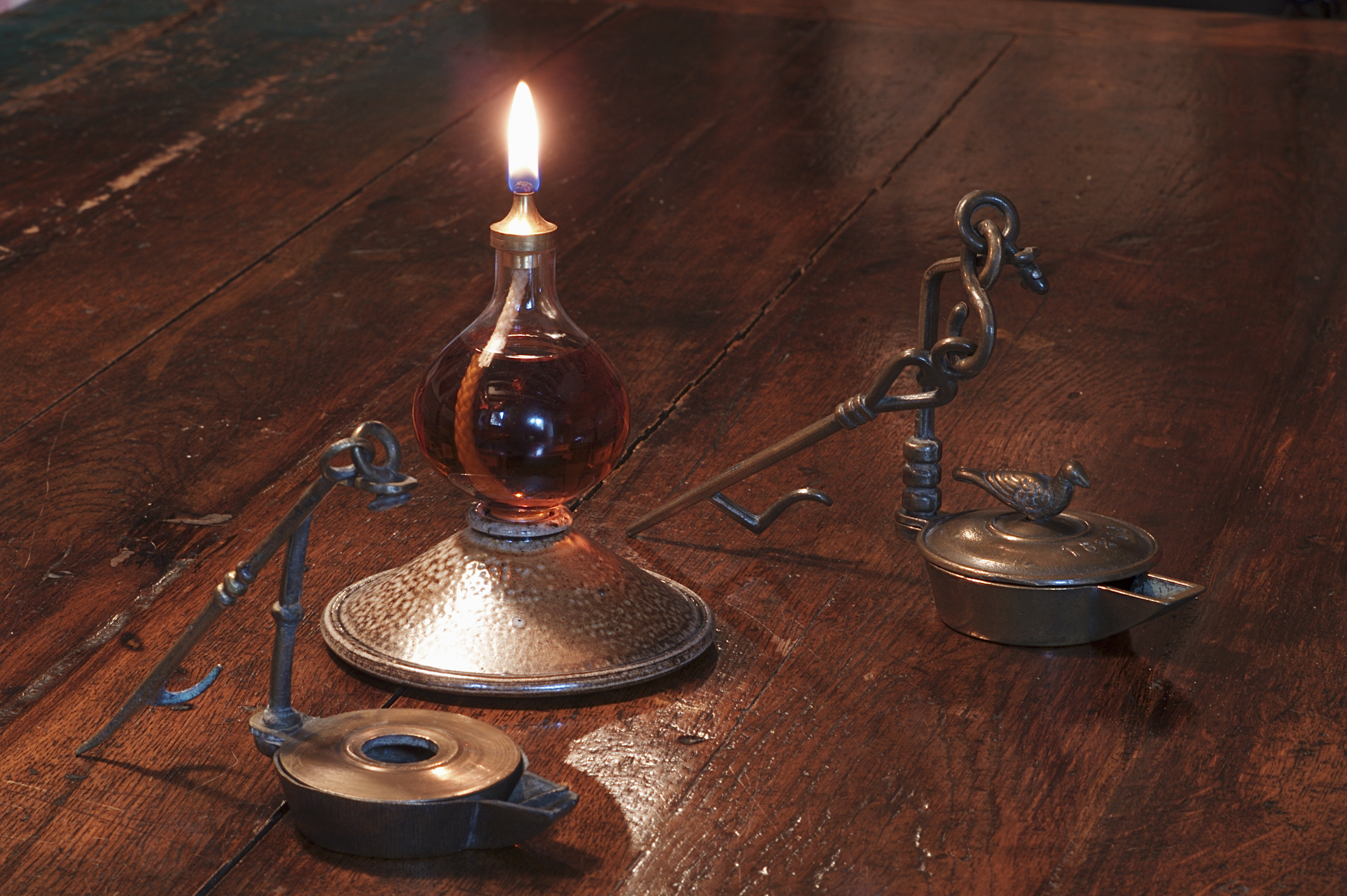
Lampes à huile anciennes et moderne

| Résidus d'acides gras                            | Famille d'acide gras | Teneur pour 100 g |
| ------------------------------------------------ | -------------------- | ----------------- |
| Résidu d'acide palmitique (saturé)               |                      | 11,29 g           |
| Résidu d'acide heptadécanoïque (saturé)          |                      | 0,022 g           |
| Résidu d'acide stéarique (saturé)                |                      | 1,953 g           |
| Résidu d'acide arachidique (saturé)              |                      | 0,414 g           |
| Résidu d'acide béhénique (saturé)                |                      | 0,129 g           |
| Résidu d'acide heptadécénoïque (mono-insaturé)   |                      | 0,125 g           |
| Résidu d'acide érucastique (mono-insaturé)       | ω-9                  | 0,311 g           |
| Résidu d'acide oléique (mono-insaturé)           | ω-9                  | 71,269 g          |
| Résidu d'acide palmitoléique (mono-insaturé)     | ω-7                  | 1,255 g           |
| Résidu d'acide linoléique (poly-insaturé)        | ω-6                  | 9,762 g           |
| Résidu d'acide alpha-linolénique (poly-insaturé) | ω-3                  | 0,76 g            |
| Résidus d'acides gras trans                      |                      | 0,047 8 g         |
| Total des résidus d'acides gras saturés          |                      | 13,808 g          |
| Total des résidus d'acides gras mono-insaturés   |                      | 72,961 g          |
| Total des résidus d'acides gras poly-insaturés   |                      | 10,523 g          |
| Vitamine E                                       |                      | 15,29 mg          |
| Vitamine K                                       |                      | 60,2 µg           |

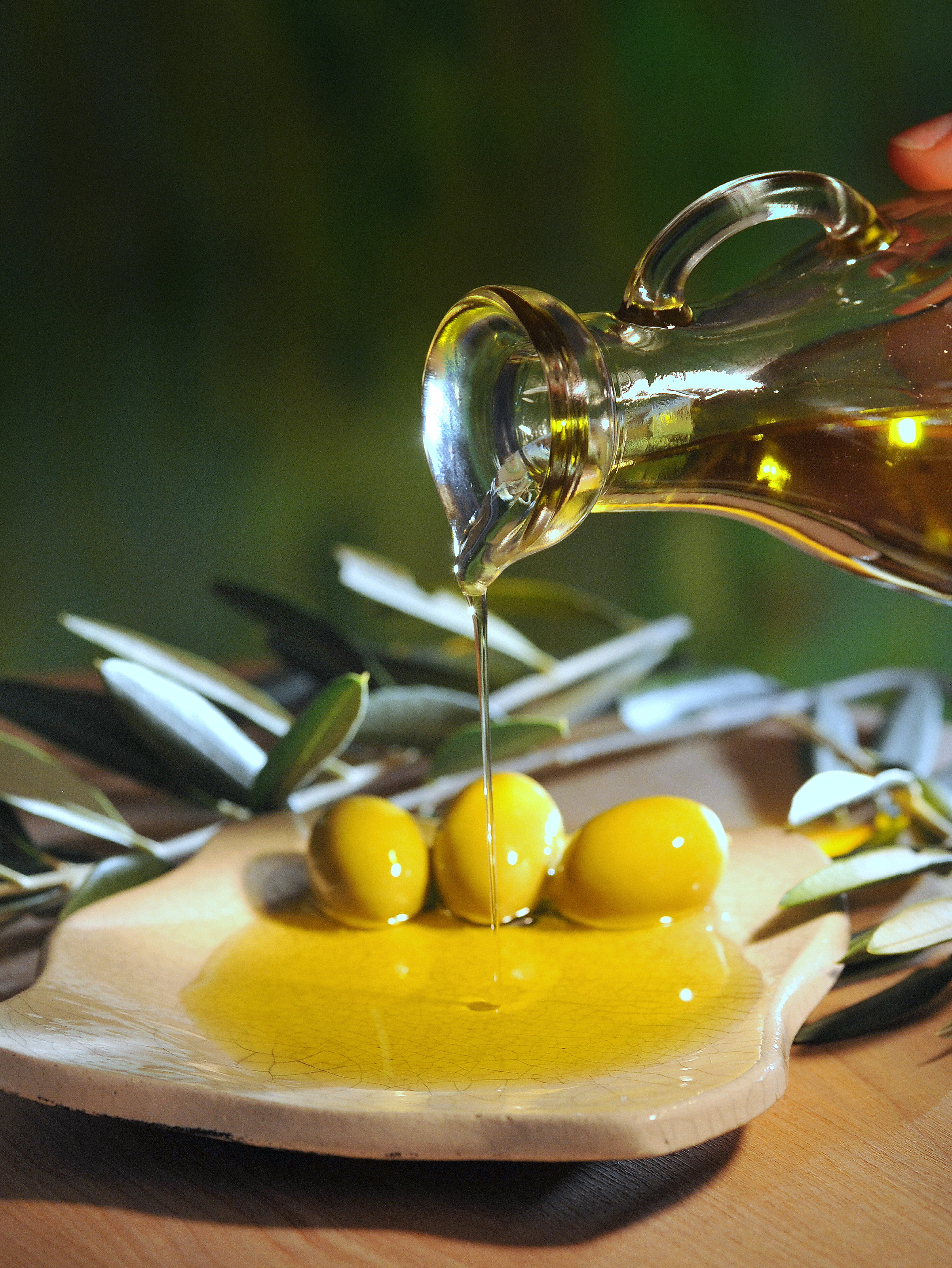

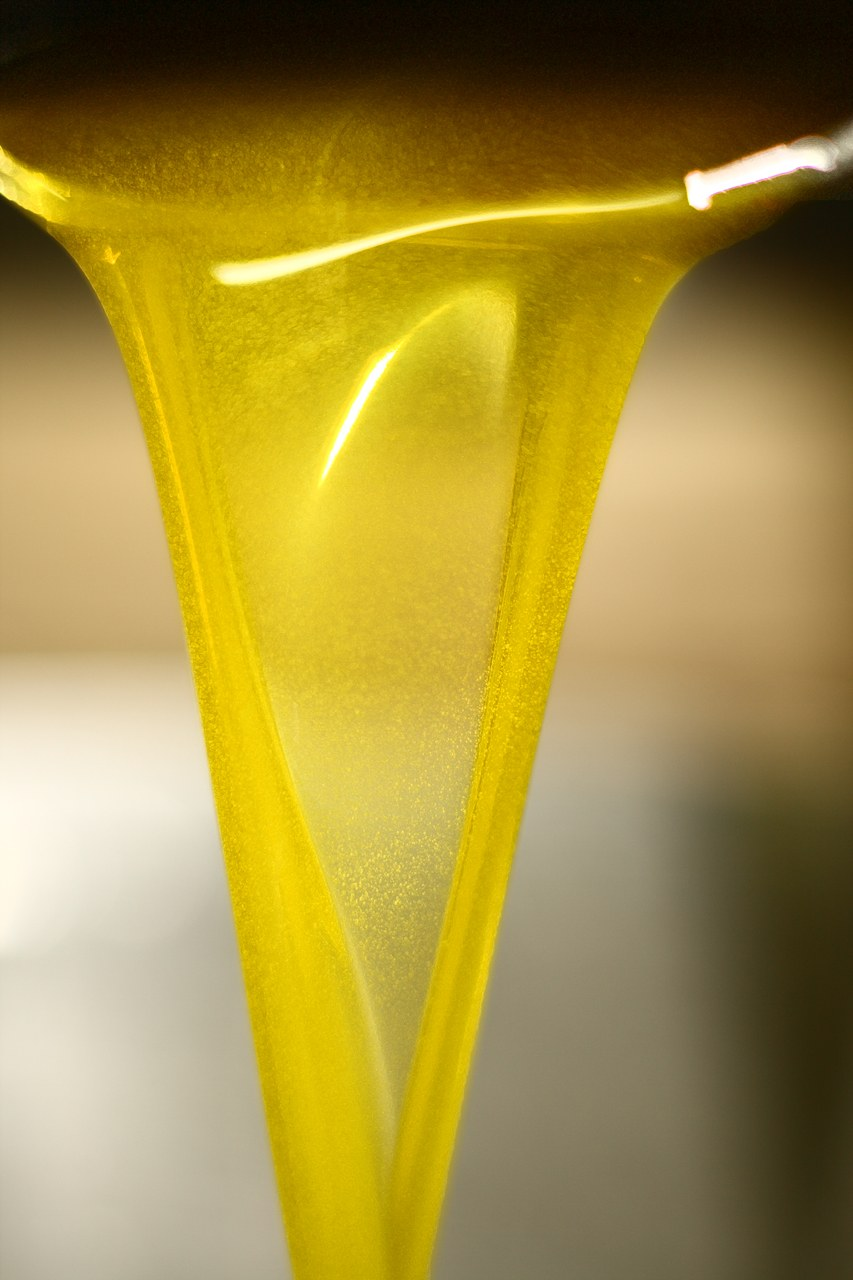
Huile d'olive extra vierge

Les caractéristiques de l'huile d'olive sont les suivantes :
- point de fumée : 210 °C contre 180 °C pour la température normale de friture ;
- densité : 0,92 (un litre d'huile d'olive pèse environ 920 grammes) ;
- apport calorique : 900 kcal pour 100 grammes ;
- conservation : l'huile d'olive rancit moins vite grâce à son indice d'iode peu élevé : 78/88 contre 83/98 pour l'huile d'arachide et 120/132 pour l'huile de tournesol. Elle se conserve mieux si elle est stockée au frais et protégée de la lumière. Il est préférable de la consommer dans les deux années suivant sa fabrication.

L'huile d'olive est composée d'environ 99 % de triglycérides. Le 1 % restant constitue les composés mineurs ; il s'agit essentiellement (par ordre d'importance) : du squalène, des alcools triterpéniques, des stérols (β-sitostérol), des phénols, et des dérivés du tocophérol.
Les triglycérides de l'huile d'olive, comme tous les triglycérides qui constituent les huiles et les graisses, ont des molécules formées d'un résidu de glycérol et de trois résidus d'acides gras de différentes sortes, dont la répartition est caractéristique de l'huile d'olive, et à un niveau de détail plus poussé, des différentes variétés ou du lieu de production. Lorsque des triglycérides sont dégradés, les résidus d'acides gras qui les constituaient peuvent s'en détacher et former des « acides gras libres ». Leur pourcentage dans l'huile est ce que l'on appelle « acidité » de l'huile, et s'exprime en « grammes d'acide oléique libre pour 100 grammes d'huile ». Cette acidité ne se perçoit jamais sous forme de goût acide, mais sous la forme de telle ou telle dégradation, comme un goût de moisi.
| Acide gras                 | Dénomination               | Moyenne centrée | Premier quartile | Troisième quartile | Valeur minimale | Valeur maximale |
| C16:0                      | Acide palmitique           | 11,84           | 10,75            | 12,81              | 8,43            | 17,06           |
| C16:1ω9                    | Acide hypogéique           | 0,12            | 0,11             | 0,14               | 0,06            | 0,2             |
| C16:1ω7                    | Acide palmitoléique        | 0,82            | 0,61             | 1,06               | 0,26            | 2,17            |
| C17:0                      | Acide margarique           | 0,08            | 0,05             | 0,12               | 0,04            | 0,21            |
| C17:1ω8                    | Acide margaroléique        | 0,15            | 0,09             | 0,23               | 0,05            | 0,35            |
| C18:0                      | Acide stéarique            | 2,46            | 2,11             | 2,7                | 1,56            | 4,13            |
| C18:1ω9                    | Acide oléique              | 72,4            | 69,2             | 74,9               | 55              | 79,5            |
| C18:1ω7                    | Acide cis-vaccénique       | 2,26            | 2                | 2,51               | 1,2             | 3,49            |
| C18:2ω6                    | Acide linoléique           | 8,08            | 6,57             | 10,19              | 2,93            | 18,54           |
| C18:3ω3                    | Acide linolénique          | 0,67            | 0,59             | 0,74               | 0,49            | 1,01            |
| C20:0                      | Acide arachidique          | 0,4             | 0,37             | 0,44               | 0,28            | 0,58            |
| C20:1ω9                    | Acide gondoïque            | 0,29            | 0,26             | 0,31               | 0,2             | 0,4             |
| C22:0                      | Acide béhénique            | 0,12            | 0,11             | 0,13               | 0,08            | 0,18            |
| C24:0                      | Acide lignocérique         | 0,06            | 0,05             | 0,06               | 0,04            | 0,08            |
| Acides gras saturés        | Acides gras saturés        | 15,06           | 14,1             | 16,01              | 11,71           | 20,09           |
| Acides gras mono-insaturés | Acides gras mono-insaturés | 76,15           | 73,54            | 78,43              | 60,7            | 82,68           |
| Acides gras poly-insaturés | Acides gras poly-insaturés | 8,77            | 7,17             | 10,79              | 3,57            | 19,27           |

1. ↑  Source : Base de données FATG-DB-06, Pinatel C., Ollivier D., Ollivier V., Artaud J., Olivæ, no 119 juillet 2014.Nouvelle approche pour la détermination de l’origine des huiles d’olive : morphogrammes et morphotypes, pages 49 à 63.
2. 1 2  Le premier quartile et le deuxième quartile encadrent 50 % des moyennes par variétés ou appellations.
3. 1 2  Les publications qui ne détaillent pas les isomères regroupent l'acide oléique et l'acide vaccénique sous la dénomination « acide oléique », ainsi que l'acide palmitoléique et l'acide hypogéique sous la dénomination « acide palmitoléique ».
4. 1 2  Les publications qui ne quantifient pas les teneurs en acide margarique et margaroléique établissent le pourcentage des autres acides gras sans prendre en compte ces acides gras.
5. 1 2 3  Les valeurs dans ces lignes ne correspondent pas aux sommes des colonnes, car elles sont obtenues en totalisant les totaux par catégories de saturation indépendamment sur les valeurs brutes.

## Utilisation
L'huile d'olive est connue depuis la plus haute antiquité : les Grecs anciens, les Phéniciens, les Arabes, les Berbères et les Romains l'utilisaient déjà pour leur cuisine (à l'origine de la cuisine méditerranéenne) et pour leurs produits cosmétiques, ainsi que les hébreux pour alimenter leur chandelier liturgique.
L'huile d'olive peut être utilisée aussi bien crue (dans des sauces pour salade ou à la place du beurre dans les pâtes par exemple) que cuite (pour la cuisson de viandes ou de légumes ou pour la friture). Il est important néanmoins de ne pas l'utiliser à trop haute température (plus de 210 °C), au-delà de laquelle elle se détériore. Cependant elle résiste mieux à la chaleur que les autres huiles (environ 180 °C).
Une étude de 2017 a trouvé qu'une plage de température de 140 à 150 °C peut être utilisée pour la cuisson sans grande perte de la composition moléculaire naturelle de l'huile.
Une étude de 2019 a trouvé une diminution du contenu phénolique et de la capacité antioxydante de l'huile d'olive extra vierge après la cuisson de légumes.
L'huile d'olive peut également être utilisée pour le traitement du visage, comme le démaquillage des yeux, l'hydratant, l'apaisement des lèvres et la réparation des talons fissurés. Naturellement, l'huile d'olive regorge d'antioxydants anti-âge et de squalène hydratant, ce qui la rend superbe pour les cheveux, la peau et les ongles. Tout comme l'huile de noix de coco, c'est un élément essentiel de tout kit de beauté bricolage. L'huile d'olive est utilisée comme traitement capillaire depuis l'Antiquité égyptienne.

### Dégustation
Ses caractéristiques organoleptiques varient en fonction du terroir et des pratiques agronomiques, de la variété (ou cultivar), et du stade de maturité à la récolte. Aujourd'hui, c'est un produit de consommation courante, mais certaines huiles d'olive ont un prix qui rivalise parfois avec les grands vins. Plusieurs huiles d'olive sont classées en Appellation d'origine contrôlée (AOC).
Les caractéristiques organoleptiques sont regroupées en trois rubriques principales :
1. Goût : les amertumes se déterminent à la dégustation ;
2. Arômes : l'ensemble des sensations olfactives d'une huile constitue son fruité, on en détermine l'intensité à la dégustation, sa catégorie (fruité mûr, fruité vert, fruité noir) et sa description analogique : rappelle la pomme, la tomate…
3. Sensations kinesthésiques et tactiles : une huile d'olive peut présenter une sensation spécifique, l'ardence (ou piquant) et des différences d'onctuosité. On détermine l'intensité du piquant à la dégustation, l'onctuosité peut faire l'objet de commentaires, mais il n'existe pas d'échelle organoleptique pour cette sensation.

Aucune des sensations ci-dessus n'est considérée comme un défaut.
Les défauts reconnus par les dégustateurs sont : le rance (oxydation), le moisi, le chomé (fermentation excessive des olives en tas), la lie (fermentation des particules de pulpe dans les huiles non filtrées avec ou sans sédimentation).
Ces défauts ont comme point commun dans leurs origines une attention insuffisante portée à la qualité des travaux, et dans leurs conséquences une disparition des attributs amer et piquant.

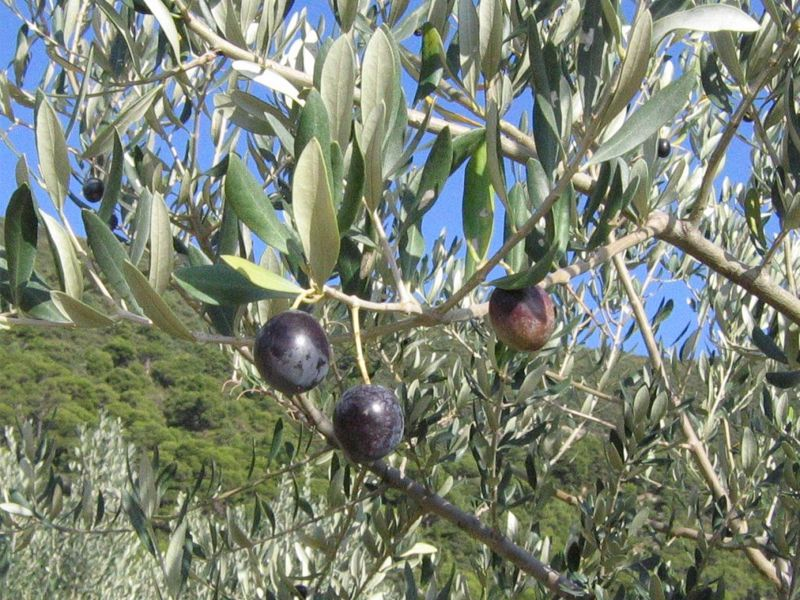
Des olives noires provençales de Nyons (variété Tanches) sur leur branche.

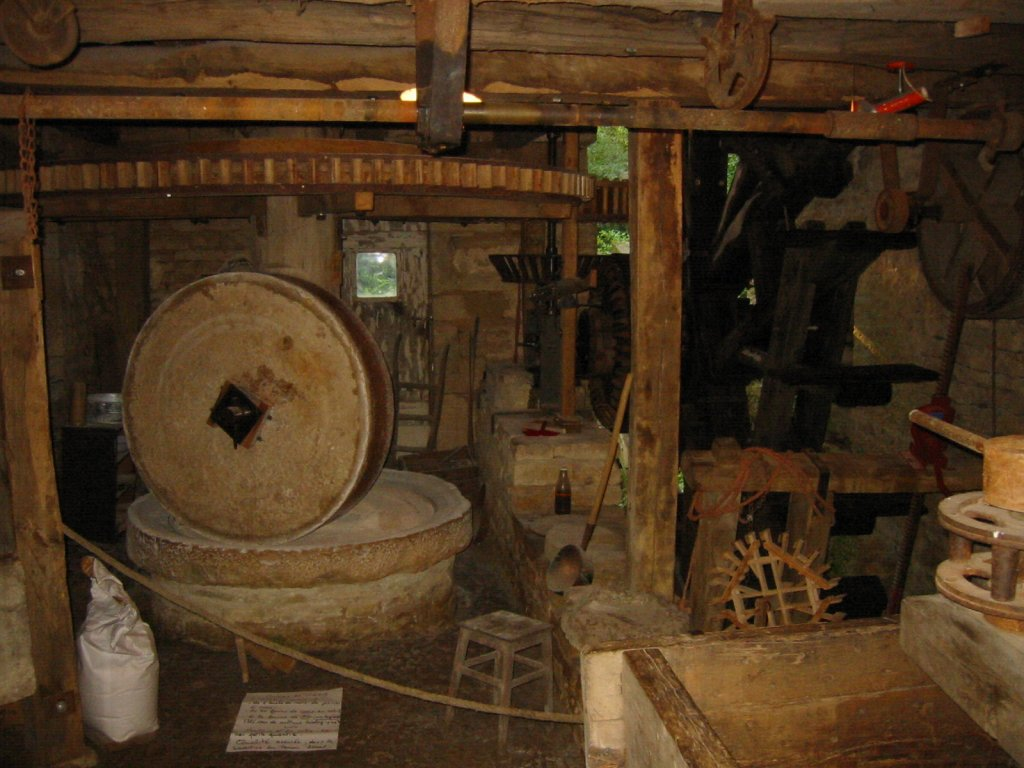
Ancien moulin à huile

## Production
L'obtention d'un litre d'huile nécessite 4 à 10 kg d'olives suivant la variété d'olive utilisée et son niveau de maturité. La méthode d'extraction utilisée a peu d'incidence. Cependant les moulins utilisant des presses ne peuvent pas utiliser des olives à très forte teneur en eau (à faible rendement en huile) à cause de la fluidité excessive de la pâte. Ceci peut laisser penser, à tort, que leurs rendements sont meilleurs.

## Étiquetage
(Réglementation européenne)

### Catégories

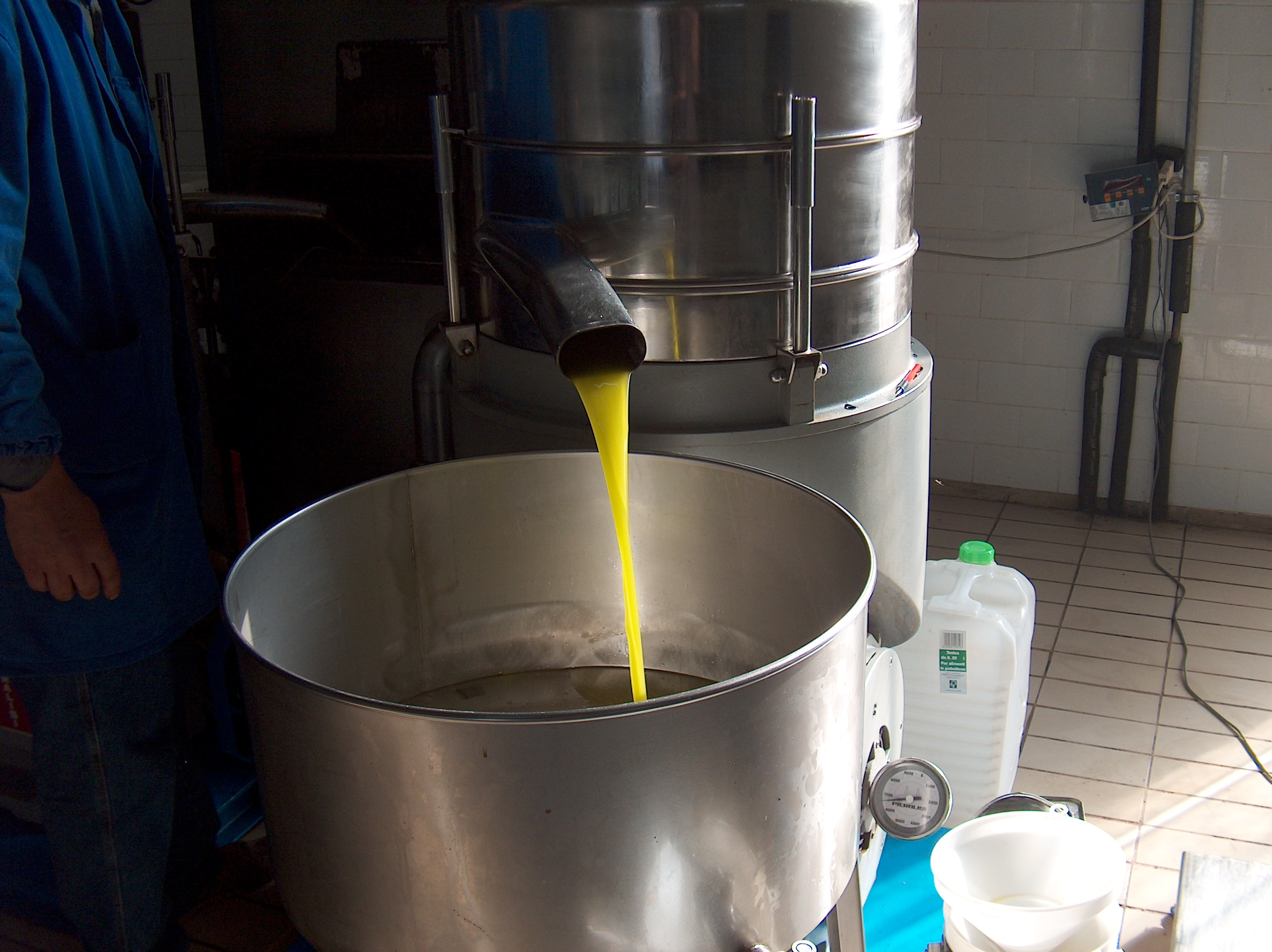
Sortie de l'huile de la centrifugeuse à axe vertical (étape finale du processus standard d'extraction)

À la vente au détail, il n'existe que deux catégories d'huiles d'olive vierges : huile d'olive vierge extra (HOVE) et huile d'olive vierge (HOV). La catégorie huile d'olive vierge extra est supérieure selon des critères chimiques et des critères organoleptiques. L'acidité libre (voir plus haut) est limitée à 0,8 % pour l'HOVE alors qu'elle peut atteindre 2 % pour l'HOV. Les paramètres d'oxydation sont aussi légèrement plus sévères. Les critères organoleptiques sont évalués par des jurys appropriés, l'HOVE est exempte de défauts, alors qu'une HOV peut comporter des défauts tels que lies ou chomé jusqu'à un niveau de 2,5 sur une échelle de 10 points.
Il existe des catégories d'huiles d'olive vierges inférieures (« courante » et « lampante »), mais celles-ci ne peuvent pas être destinées au consommateur et sont réservées au négoce ou à l'industrie.
Il existe aussi des huiles d'olive obtenues par raffinage industriel, puis commercialisées, après assemblage avec de l'HOVE ou de l'HOV, sous la dénomination : « huile d'olive composée d'huiles d'olive raffinées et d'huiles d'olive vierges ». Ces huiles sont de moins en moins fréquentes dans le commerce de détail.
Les différentes catégories d'huile d'olive reçoivent une dénomination correspondant à des critères fixés par la réglementation, :

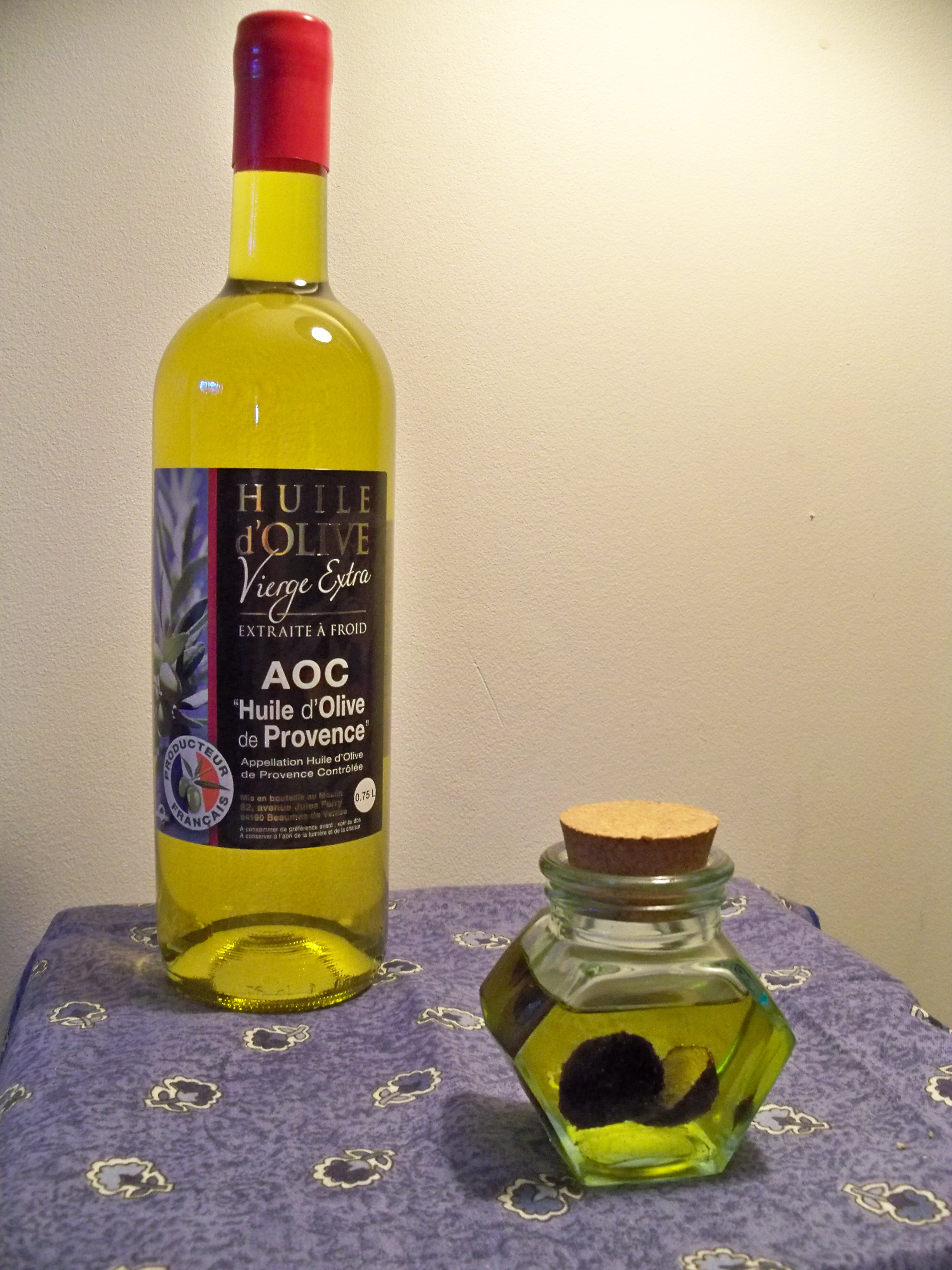
Huile d'olive aux truffes

- les « huiles d'olive vierges » sont obtenues à partir du fruit de l'olivier uniquement par des procédés mécaniques ou d'autres procédés physiques dans des conditions (thermiques) qui n'entraînent pas d'altérations de l'huile et n'ayant subi aucun traitement autre que le lavage, la décantation, la centrifugation ou la filtration, à l'exclusion des huiles obtenues par solvant ou par des mélanges avec des huiles d'autre nature. Ce sont des purs jus de fruits et plus le taux d'acidité de l'huile est bas, meilleure est la qualité. On les classe par ordre de qualité décroissante en « huile d'olive vierge extra » (absence de défaut organoleptique, présence de fruité, et acidité inférieure à 0,8 % exprimée en acide oléique), « huile d'olive vierge » (intensité maximale des défauts organoleptique 3,5 sur 10, présence de fruité, acidité maximale 2 %), « huile d'olive vierge courante » (intensité maximale des défauts organoleptique 6 sur 10 et acidité maximale 3,3 %) et « huile d'olive vierge lampante » (défaut organoleptique supérieur à 6 sur 10 et/ou acidité supérieure à 3,3 %). Dans la réglementation européenne, la catégorie « huile d'olive vierge courante » n'existe pas et les huiles correspondantes sont regroupées dans la catégorie « huile d'olive vierge lampante » ;
- les « huiles d'olive raffinées » sont obtenues par le raffinage (industriel) d'huiles d'olive vierges, dont l'acidité libre exprimée en acide oléique ne peut être supérieure à 0,3 g pour 100 g et dont les autres caractéristiques sont conformes à celles prévues pour cette catégorie ;
- les « huiles d'olive-composées d'huiles d'olive raffinées et d'huiles d'olive vierges » sont constituées par un coupage d'huile d'olive raffinée et d'huiles d'olive vierges autre que lampante, dont l'acidité libre ne peut être supérieure à 1,0 g pour 100 g ;
- les « huiles de grignons d'olive brutes » sont obtenues par traitement au solvant de grignons d'olive, à l'exclusion des huiles obtenues par tout mélange avec des huiles d'autre nature ;
- les « huiles de grignons d'olive raffinées » sont obtenues par le raffinage d'huile de grignons d'olive brute, dont l'acidité libre ne peut être supérieur à 0,3 g pour 100 g ;
- les « huiles de grignons d'olive » sont obtenues par coupage d'huile de grignons d'olive raffinée et d'huile d'olive vierge autre que lampante dont la teneur en acide oléique ne dépasse pas 1,0 g pour 100 g.

### Modes d'obtention
On peut trouver deux types de mention concernant le mode d'extraction : « première pression à froid » et « extraction à froid ». Ces deux mentions garantissent, selon la réglementation européenne, une extraction réalisée en dessous de 27 °C. La mention « première pression à froid » spécifie que l'huile a été obtenue avec des presses, matériel en très forte régression, progressivement remplacé par des systèmes continus et centrifuges, conduisant à la mention extraction à froid.

### Provenance

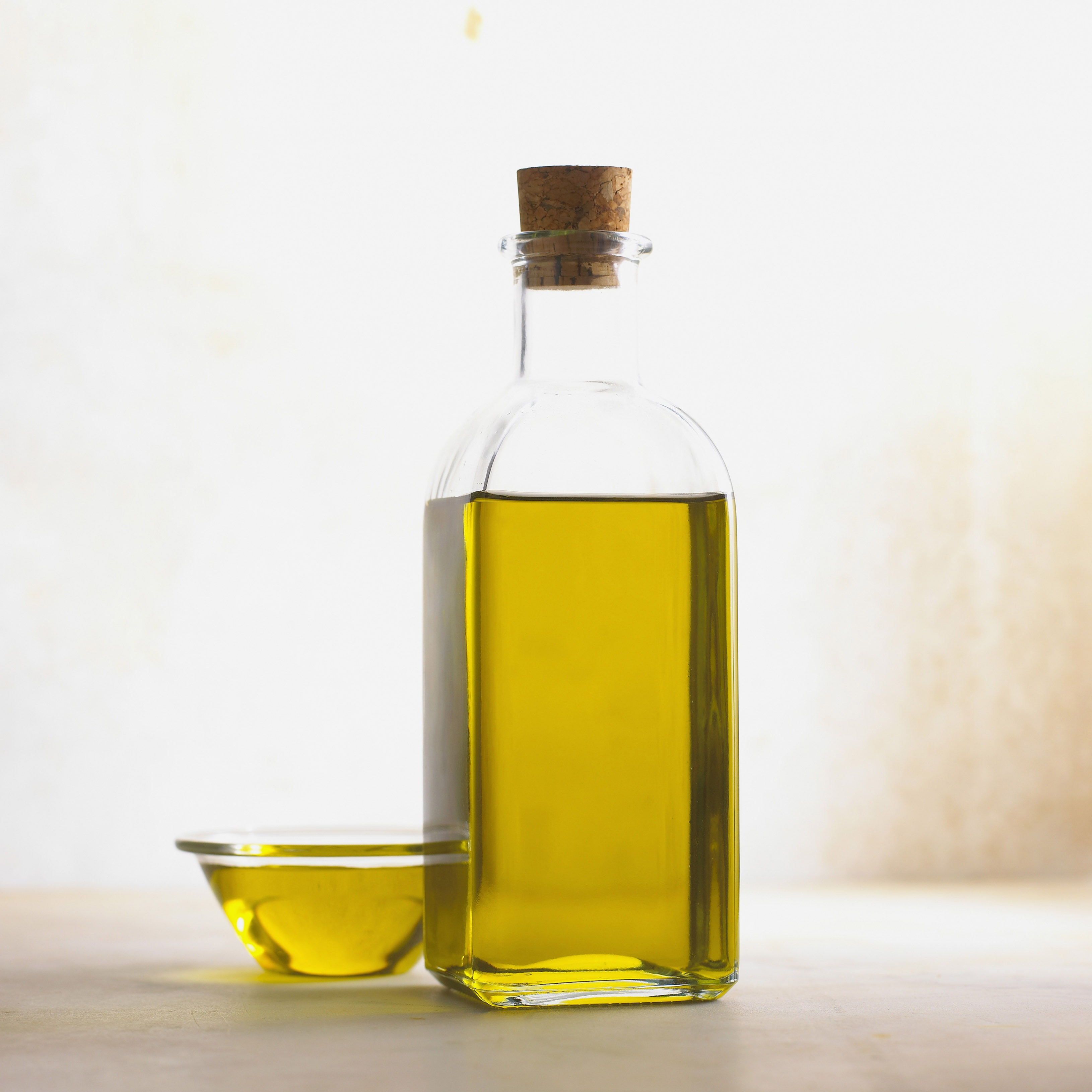

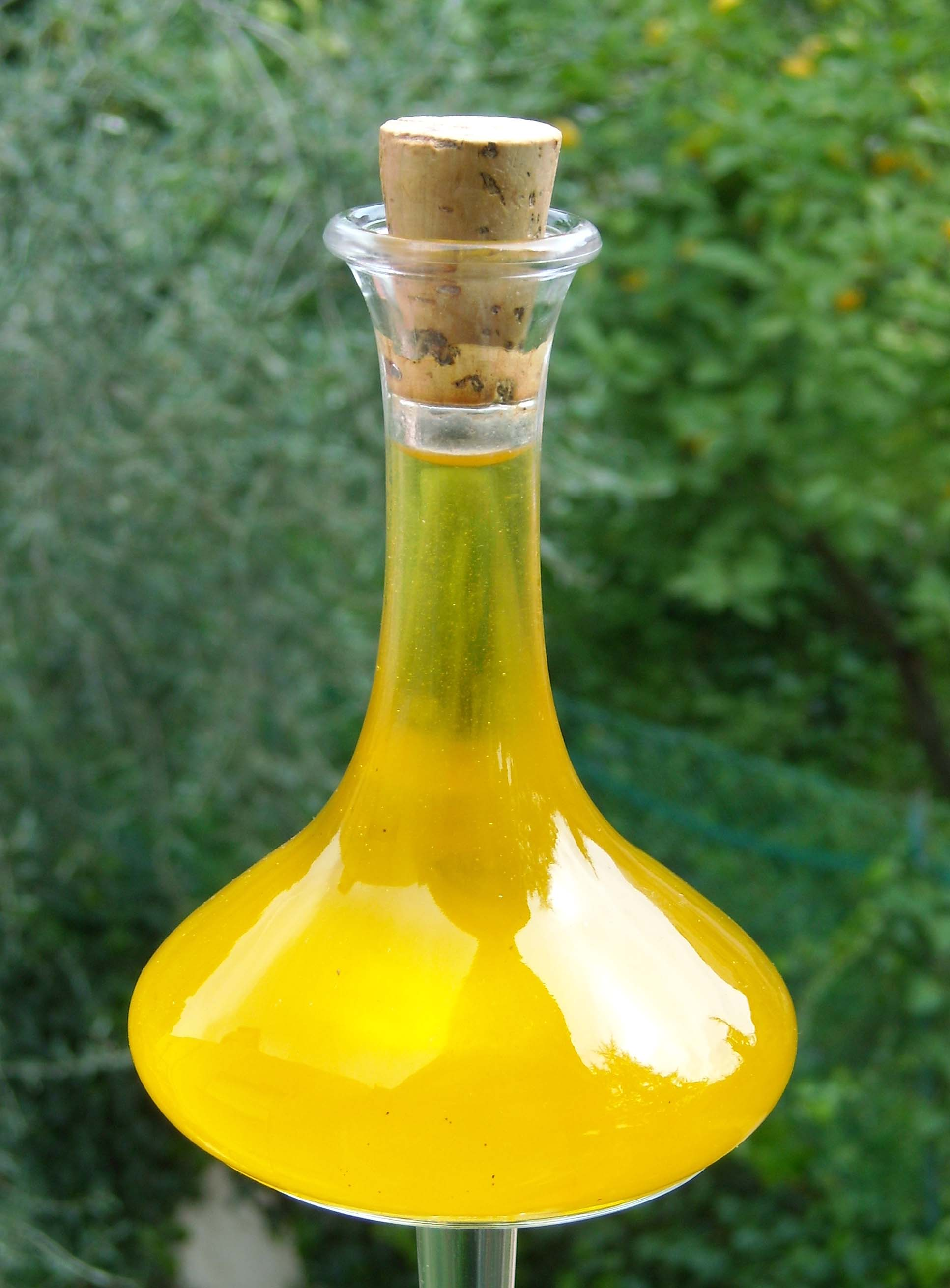

Dans l'Union Européenne, la mention d'une provenance est obligatoire pour les huiles d'olive vierges et vierges extra depuis 2002. L'Andalousie produit plus de 25 % de la production mondiale.
Les mentions de provenance autorisées sont limitées à la mention du pays d'origine, ou d'une aire géographique reconnue (AOC, AOP, DOP, IGP). Il est interdit de porter dans l'étiquetage une mention du département ou de la région s'il ne s'agit pas d'une aire d'appellation (par exemple il est interdit de mentionner « huile d'olive du Var » ou « huile d'olive d'Andalousie » car ces régions ne correspondent pas à des appellations enregistrées). Néanmoins, quel que soit le pays de l'Union Européenne duquel provient l'huile, il peut n'être mentionné sur l'étiquetage que la provenance est européenne, ce qui apporte peu de précision. Le conditionneur est libre d'apporter plus de précision en citant le pays membre précis (par exemple si'il estime que cela présente un avantage pour la commercialisation.) L'origine de l'huile d'olive est définie par le lieu de récolte des olives et le lieu de transformation. Ainsi, la mention « Huile d'olive de France » signifie que l'huile a été obtenue d'olives récoltées et triturées en France.
Il existe en France sept appellations d'origine protégée (AOP), selon la législation européenne :
- huile d'olive de Nyons AOC[15] ;
- huile d'olive de la vallée des Baux-de-Provence[16] ;
- huile d'olive d'Aix-en-Provence[17] ;
- huile d'olive de Haute-Provence[18] ;
- huile d'olive de Provence[19] ;
- huile d'olive de Nice[20] ;
- huile d'olive de Corse - Oliu di Corsica[21] ;
- huile d'olive de Nîmes[22].

Il existe aussi une Appellation d'origine contrôlées (AOC), en cours de demande pour la reconnaissance en AOP :
- huile d'olive de Provence[23]

## Les huiles mono-variétales
Il existe un nombre important de variété d'oliviers dans le monde. Comme pour les crus de vins issus de cépages spécifiques, il existe des huiles issues d'une seule variété d'olive bien caractérisée (variété ou cultivar) et dont les caractéristiques organoleptiques sont bien établies et connues[source insuffisante]. La mention de la variété est autorisée sur l'étiquetage.

## Production mondiale

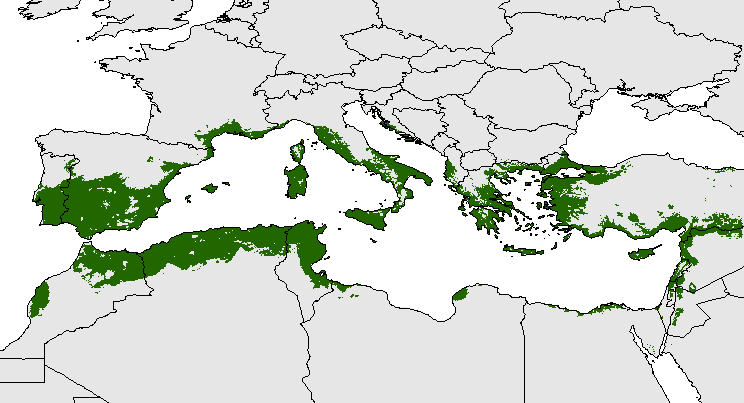
Répartition de l'oléiculture d'oliveraies du bassin méditerranéen

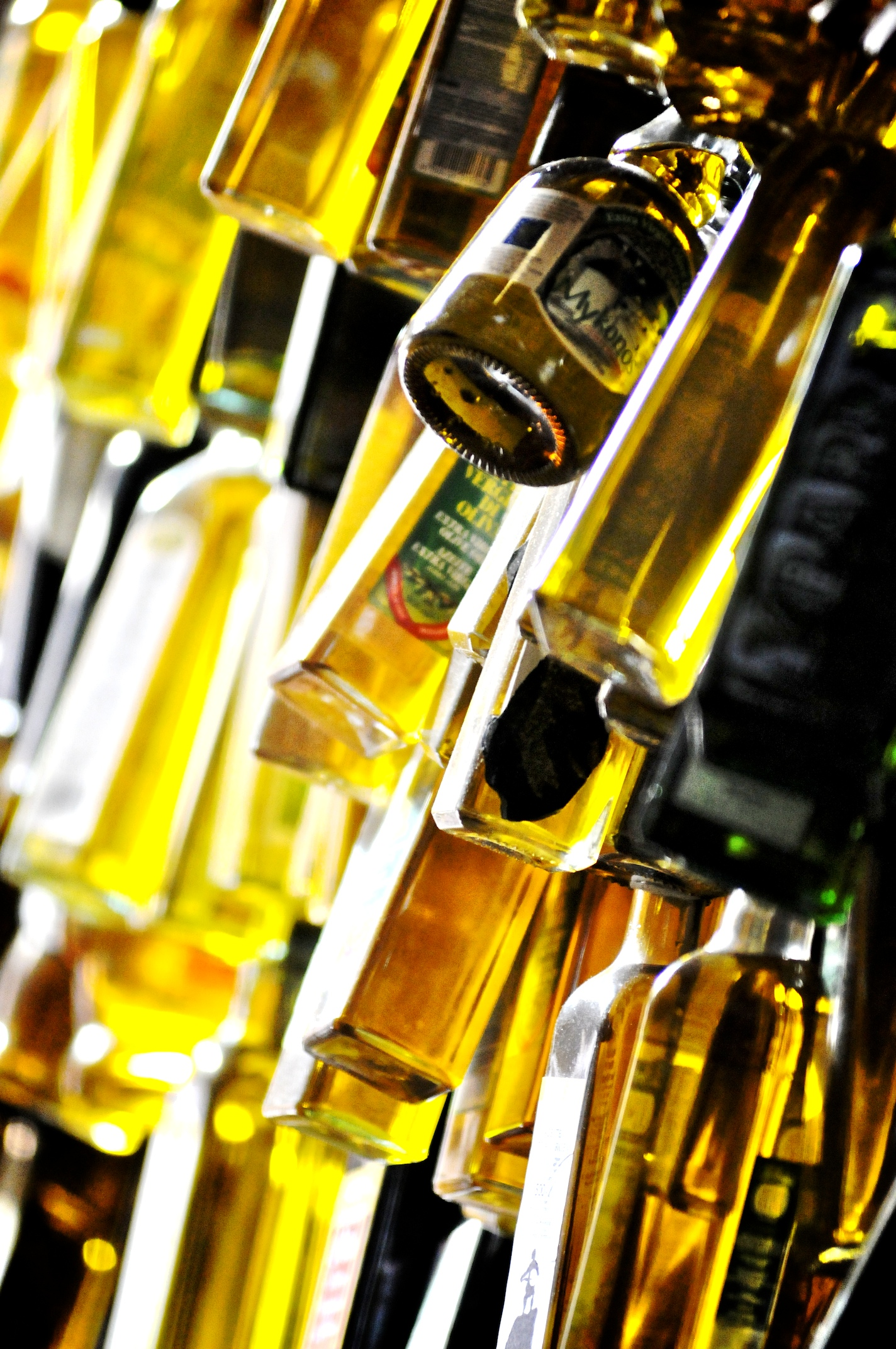
Bouteilles d'huile d'olive de différents pays

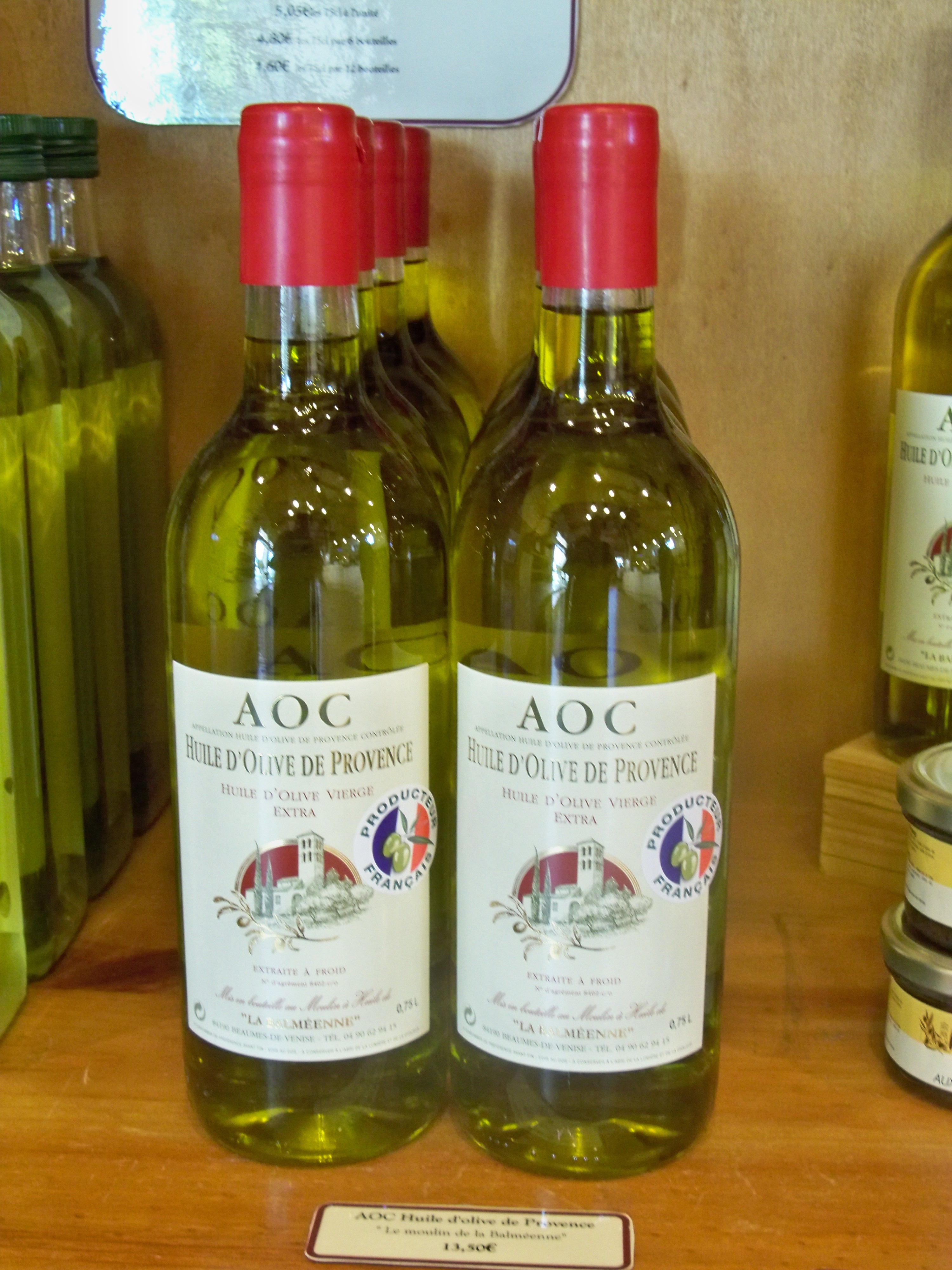
Bouteilles d'huile d'olive de Provence (AOC)

En 2012, la production mondiale d'huile d'olive s'est élevée à 3,098 millions de tonnes.
Selon la Commission européenne, en 2012-2013, alors que le secteur oléicole européen est affecté par une hausse de la production qui se traduit par une baisse mondiale des prix, l’UE a produit 73 % de l’huile d’olive vendue dans le monde et aurait consommé 66 % de la production mondiale.
Pour la campagne 2014/2015, la Tunisie est le premier exportateur d'huile d’olive au monde, détrônant ainsi, le leader mondial, l’Espagne. Le volume des exportations tunisienne est de 300 000 tonnes et génère des recettes records de deux milliards de dinars (MD).
La production d'huile d'olive peut fortement varier d'une année à l'autre en raison de problèmes météorologiques ou d'invasions de nuisibles.
Production d'huile d'olive par pays :
| Pays       | Production pour la saison 2011/2012 (tonnes) | Production pour la saison 2014/2015 (tonnes) |
| ---------- | -------------------------------------------- | -------------------------------------------- |
| Espagne    | 1 615 000                                    | 842 200                                      |
| Tunisie    | 182 000                                      | 340 000                                      |
| Grèce      | 294 600                                      | 300 000                                      |
| Italie     | 399 200                                      | 222 000                                      |
| Turquie    | 191 000                                      | 160 000                                      |
| Maroc      | 120 000                                      | 120 000                                      |
| Syrie      | 198 000                                      | 105 000                                      |
| Algérie    | 39 500                                       | 69 500                                       |
| Portugal   | 76 200                                       | 61 000                                       |
| Argentine  | 32 000                                       | 30 000                                       |
| Palestine  | 15 500                                       | 24 500                                       |
| Jordanie   | 19 500                                       | 23 000                                       |
| Liban      | 14 000                                       | 21 000                                       |
| Australie  | 3 000                                        | 19 500                                       |
| Israël     | 13 000                                       | 18 500                                       |
| Égypte     | 9 000                                        | 17 000                                       |
| Libye      | 15 000                                       | 15 500                                       |
| Albanie    | 7 000                                        | 11 000                                       |
| États-Unis | 4 000                                        | 5 000                                        |
| Iran       | 7 000                                        | 4 500                                        |
| France     | 3 200                                        | 1 700                                        |
| Monténégro | 500                                          | 500                                          |
| Slovénie   | 500                                          | 200                                          |

## Consommation

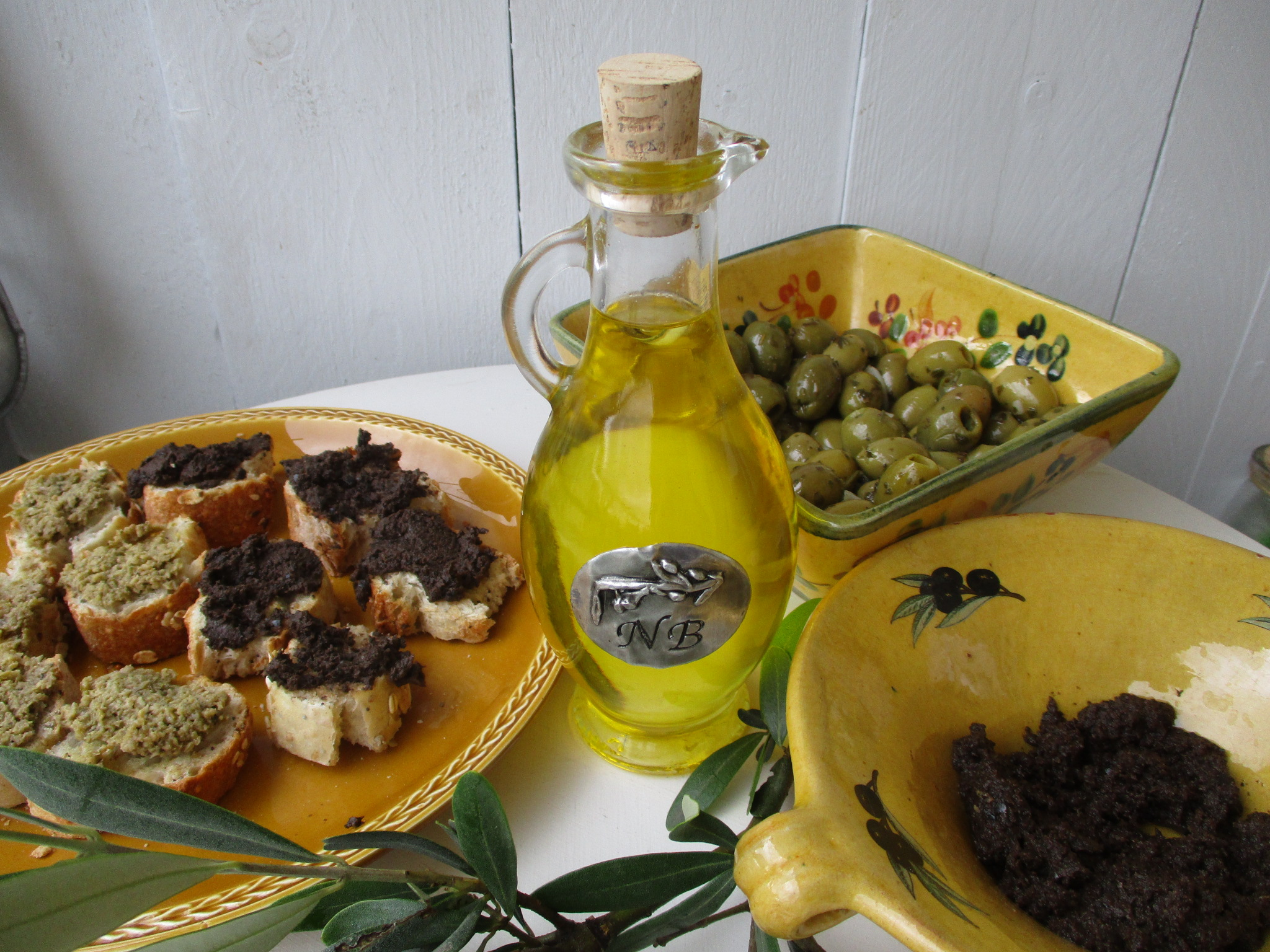
Huile d'olive de Provence, olives, tapenade, olivier, et terre cuite provençale

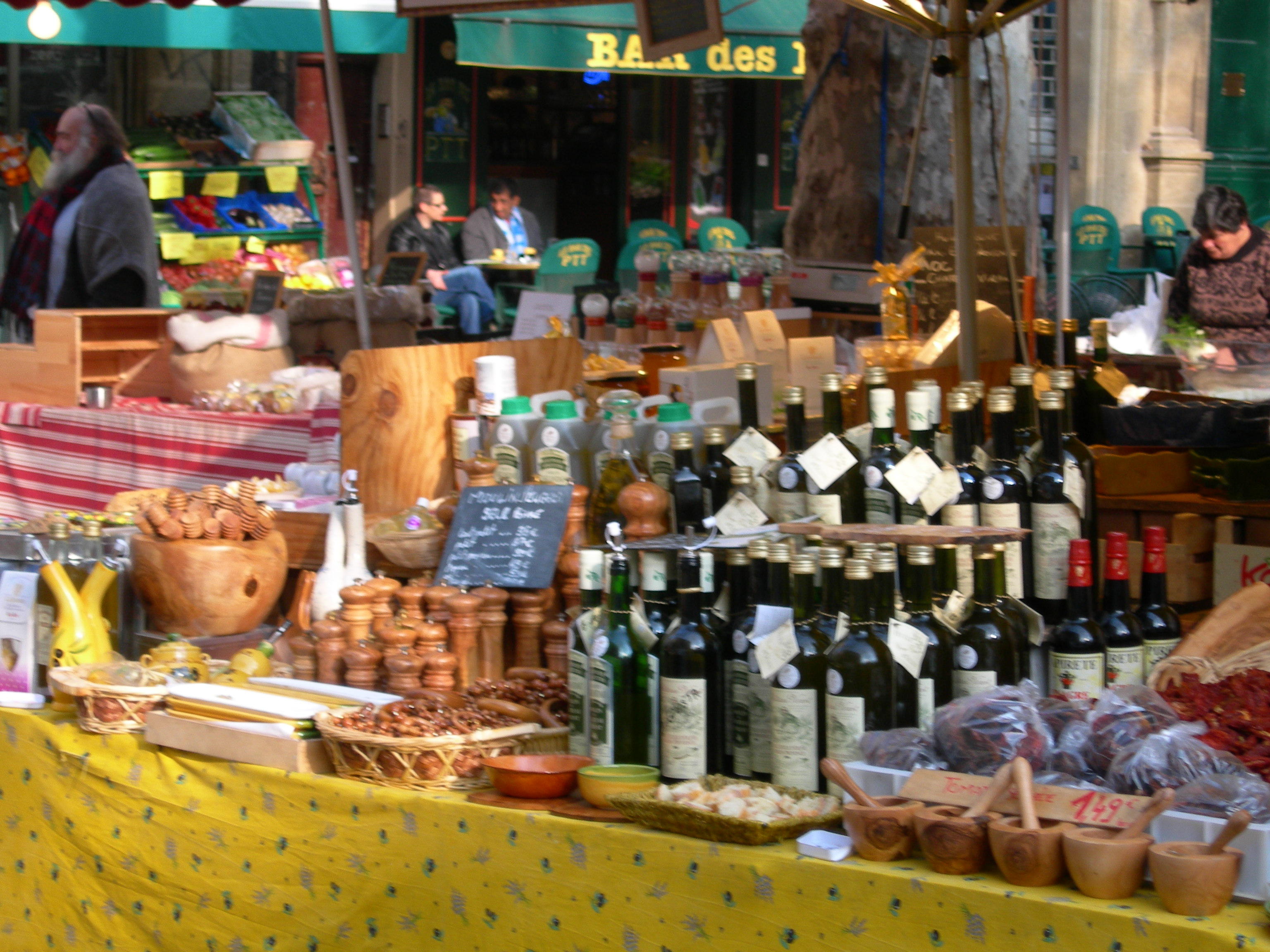
Vente d'huile d'olive et d'objets en bois d'olivier sur un marché de Provence.

La France importe plus de 95 % de sa consommation, environ 90 000 tonnes, principalement d'Espagne, d'Italie et de Grèce. Elle réexporte cependant une part de ses introductions vers la Belgique, les États-Unis, l'Allemagne, où la consommation a très fortement augmenté ces dernières années. Les exportations d'huiles d'olive françaises sont mineures.
Ces statistiques de consommation sont établies en kilogrammes d'huile par habitant et par an (source COI) :[Quand ?]
| Pays      | Consommation (1 000 tonnes/an) |
| --------- | ------------------------------ |
| Italie    | 710                            |
| Espagne   | 560                            |
| Grèce     | 220                            |
| Syrie     | 160                            |
| Algérie   | 145                            |
| Maroc     | 130                            |
| Turquie   | 128                            |
| France    | 120                            |
| Portugal  | 98                             |
| Tunisie   | 90                             |
| Allemagne | 51,2                           |
| Brésil    | 42,5                           |
| Libye     | 35                             |

## Santé
Par rapport aux autres huiles contenant des acides gras insaturés, l'huile d'olive est assez stable à la cuisson et garde en ce cas ses effets bénéfiques relatifs sur le cholestérol[réf. nécessaire].
L'huile d'olive permet de lutter contre le cancer du sein.
L'intérêt de l'huile semble surtout résider dans sa teneur en tocophérol (vitamine E), en composés phénoliques qui ont une action anti-inflammatoire, en squalène, polyphénols et en stérols,,, il est important de favoriser la conservation de ces composés en utilisant de l'huile non raffinée et en conservant l'huile le moins longtemps possible et à l'abri de la lumière.
L'huile d'olive est une source importante d'oléoyl serine, un composé intéressant pour prévenir l'ostéoporose.
Aux États-Unis, la Food and Drug Administration a approuvé une allégation de santé très prudente sur l'effet de l'huile d'olive, utilisable sur les étiquettes de bouteilles qui peut se traduire ainsi : « Des preuves scientifiques limitées et non concluantes suggèrent qu'ingérer environ deux cuillères à soupe (23 grammes) d'huile d'olive par jour pourrait réduire le risque de maladie coronarienne en raison des acides gras mono-insaturés de l'huile d'olive. Pour obtenir ce résultat éventuel, l'huile d'olive doit remplacer une quantité similaire de graisses saturées et ne pas augmenter le nombre total de calories que vous ingérez dans une journée. Une portion de ce produit contient [x] grammes d'huile d'olive ». Il existe des interrogations sur l'effet exact des acides gras mono-insaturés, l'effet bénéfique constaté de la consommation d'huile d'olive sur les maladies cardio-vasculaires pourrait être essentiellement relié aux autres composants, en particulier les polyphénols,.
Au niveau européen, seule une demande d'allégation de santé a été approuvée par l'EFSA, sur les seize déposées : « Les polyphénols de l'huile d'olive contribuent à la protection des lipides sanguins du stress oxydatif ».
L'huile d'olive est aussi utilisée comme laxatif naturel,.
Une revue de plusieurs études sur les effets de la consommation d'huile d'olive par la femme enceinte confirme une réduction du risque de complications pendant la grossesse, notamment de prééclampsie, de diabète gestationnel ou de risque cardiovasculaire,.

## Fraudes et contrôles de qualité
Dans le domaine agroalimentaire, les huiles alimentaires (dont l'huile d'olive) sont considérées comme faisant partie des produits les plus souvent frelatés (fraudes sur la provenance, et adultération du produit par adjonction d'huile de mauvaise qualité). Plusieurs scandales ont concerné les huiles végétales (scandale de l'huile frelatée de 1981 en Espagne, qui fit 20 688 victimes dont 370 à 835 (selon les décomptes) décédèrent,.)
En 2013, en accord avec le groupe de travail Huiles d’olive du « COPA-COGECA », la Commission européenne a décidé. d’encourager un meilleur contrôle via un plan d’action (approuvé le 15 mai 2013 et présenté en juin 2012) qui répond à la demande d'une partie de la filière de garanties plus crédibles des paramètres de qualité et d’authenticité des huiles d'olive européennes.
Les services de contrôle pourront augmenter le nombre des contrôles et recourir plus souvent aux méthodes modernes (nez électronique, langue électronique, analyse d’ADN, analyses par spectrométrie, etc.) permettant de mieux détecter les mélanges frauduleux ou les produits frelatés. L'étiquetage sera amélioré en renseignant le consommateur sur les conditions de conservation, avec une harmonisation du mode de calcul de la date de péremption, et plutôt qu'une date limite de consommation, une date limite d'utilisation optimale (« à consommer de préférence avant ») pourrait être affichée, sur la base d’une méthode de calcul encore à évaluer.
Dans les restaurants, pour limiter le risque de fraude, dès le 1er janvier 2014 l’huile aurait dû être présentée en contenants scellés et jetables après consommation, mais cette mesure, bien qu'ayant été discutée durant plus d'un an et soutenue par 15 États-membres a été supprimée, à cause de « pressions politiques » selon le syndicat agricole COPA-COGECA qui déplore ce retrait.
La vente d'huile d'olive en vrac, c'est-à-dire la vente où le consommateur choisit la quantité de produit qu'il désire, est interdite en Europe depuis 2012 afin d'éviter toute fraude ou mélange. Cependant, certains magasins spécialisés dans la vente de produits sans emballage prennent tout de même le risque de proposer de l'huile d'olive puisqu'une seule amende a été émise en sept ans.